# Maison forte de Tarambel
La maison forte de Tarambel, localement Tour de Mougne (Tor de Mougne en patois valdôtain) est une ruine située entre les hameaux Épinel et Crétaz de Cogne.

## Histoire
Elle fut édifiée en 1198 par les nobles Chésallet de Sarre et cédée le siècle suivant avec toutes leurs propriétés à l'évêque d'Aoste, qui exerçait à cette époque également le titre de comte du val de Cogne. Celui-ci la céda à son tour à la famille Mogny d'Épinel.
Le village Tarambel se forma autour de la maison forte, sans doute à partir de deux hameaux séparés, Mougne et Croix, devenant le centre administratif d'Épinel, au point qu'il obtint le droit d'élire ses représentants parmi les élus au sein de la communauté de Cogne. Tarambel fut abandonné au XVIe siècle, sans doute à cause de la sécheresse, et ses habitants se déplacèrent à Épinel, qui s'agrandit par la suite.

## Architecture
La structure originale sur plan rectangulaire s'est conservée jusqu'à nos jours, mais la maison forte est aujourd'hui en ruines, privée aussi bien du toit que des étages.
Des embrasures et les ouvertures des colombiers sont encore présents sur les murs.
L'accès à la maison forte est surélevé, selon le modèle des architectures militaires valdôtaines du Moyen Âge.

## Galerie de photos

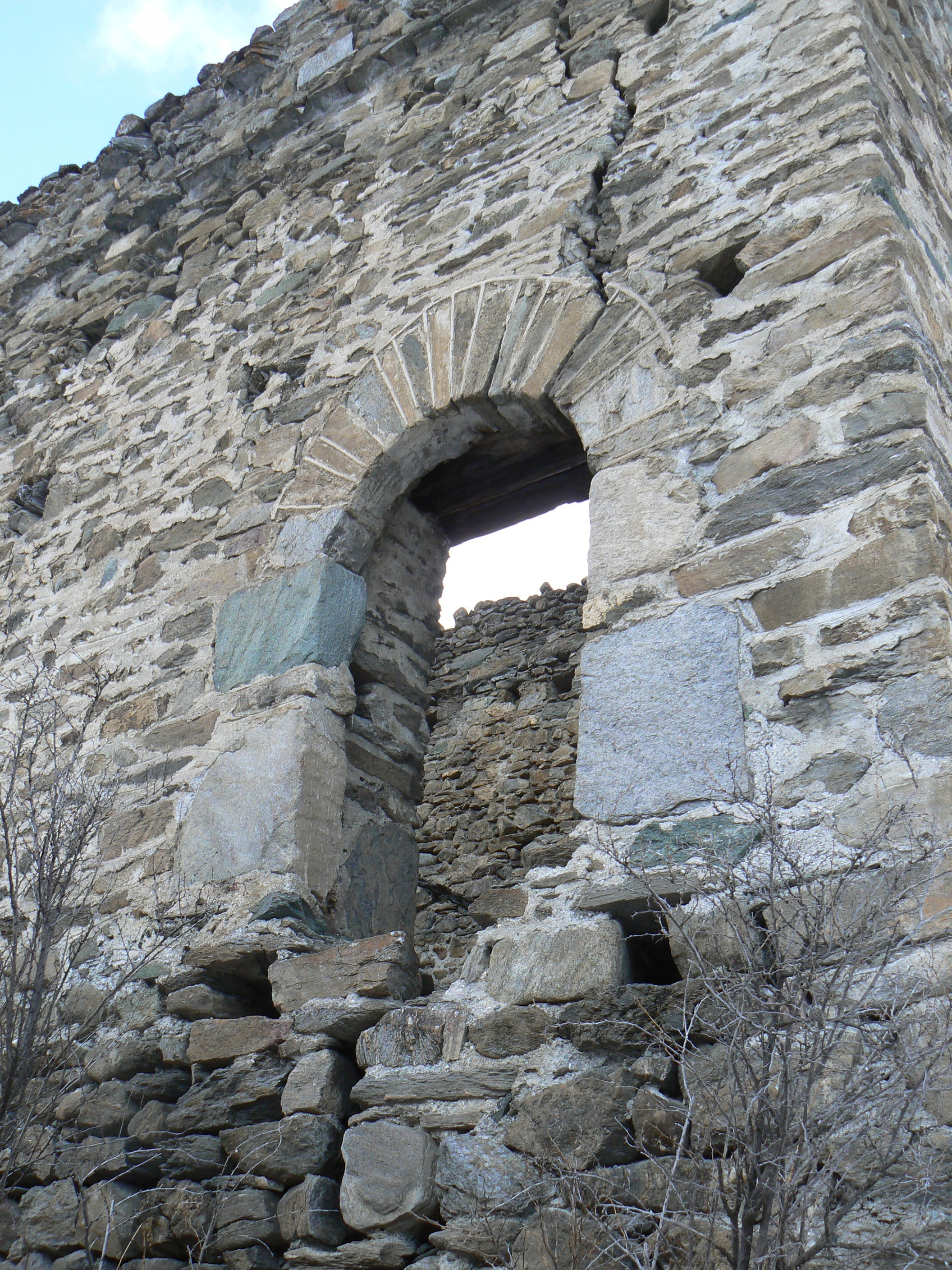
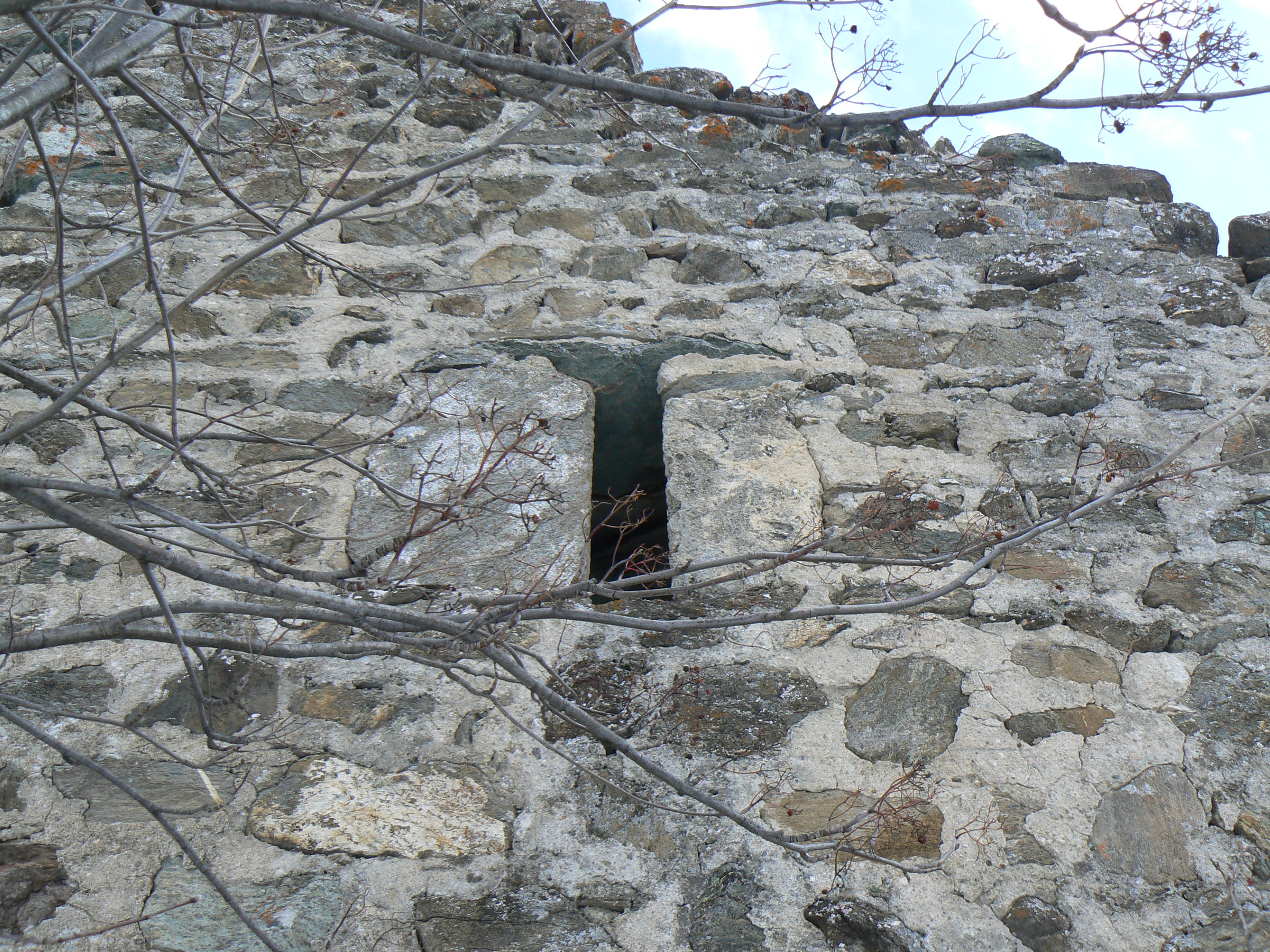
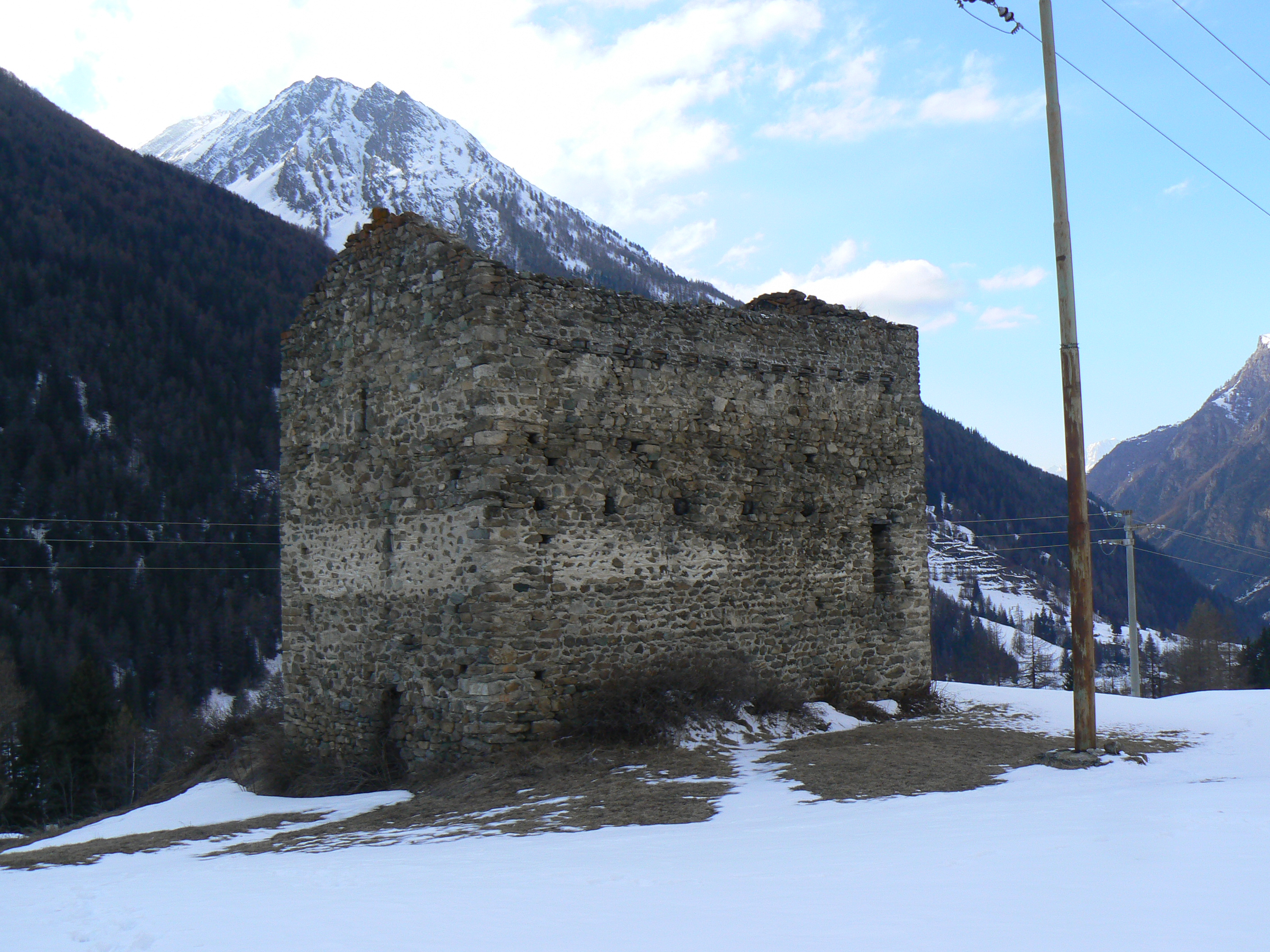
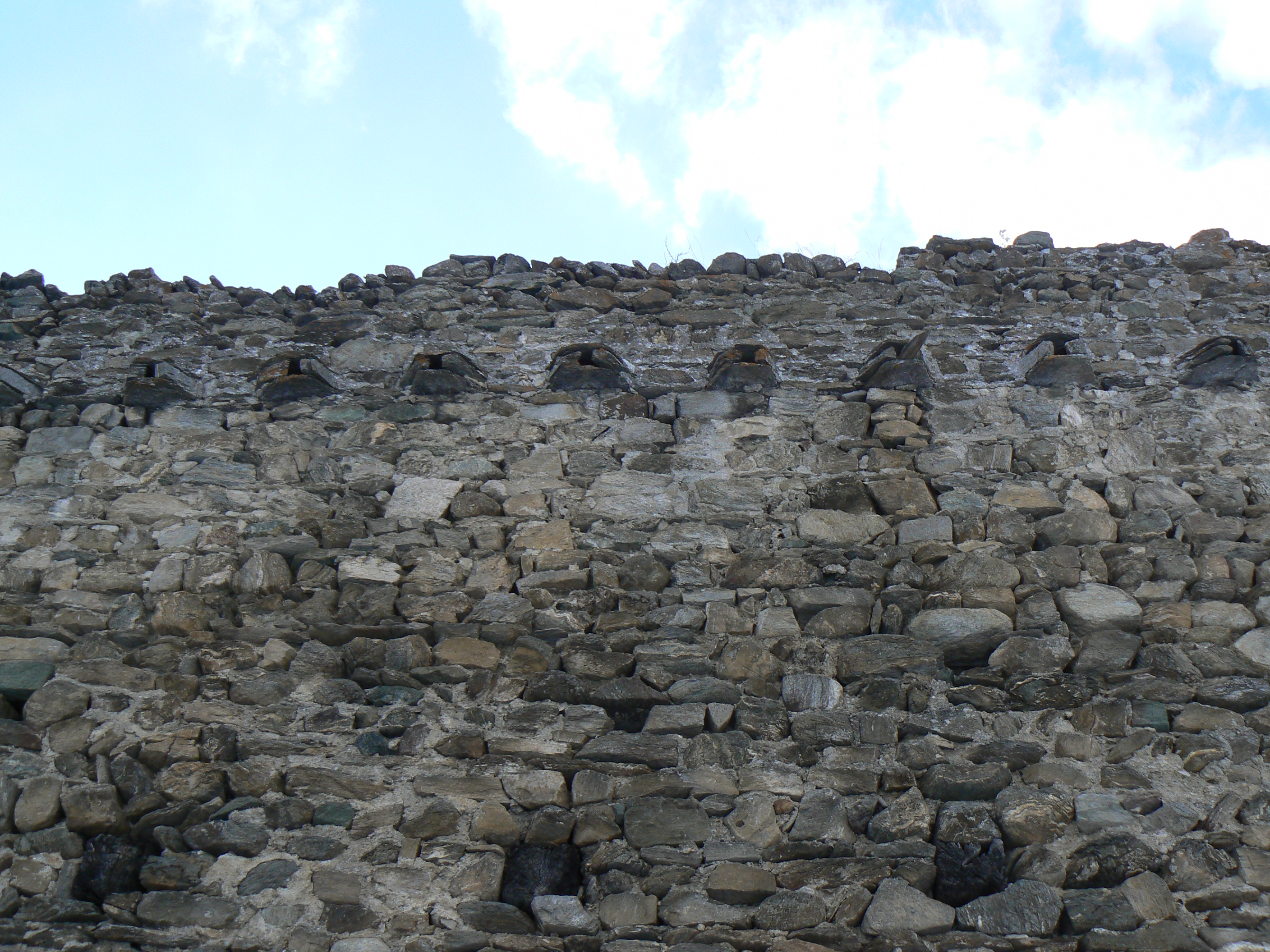
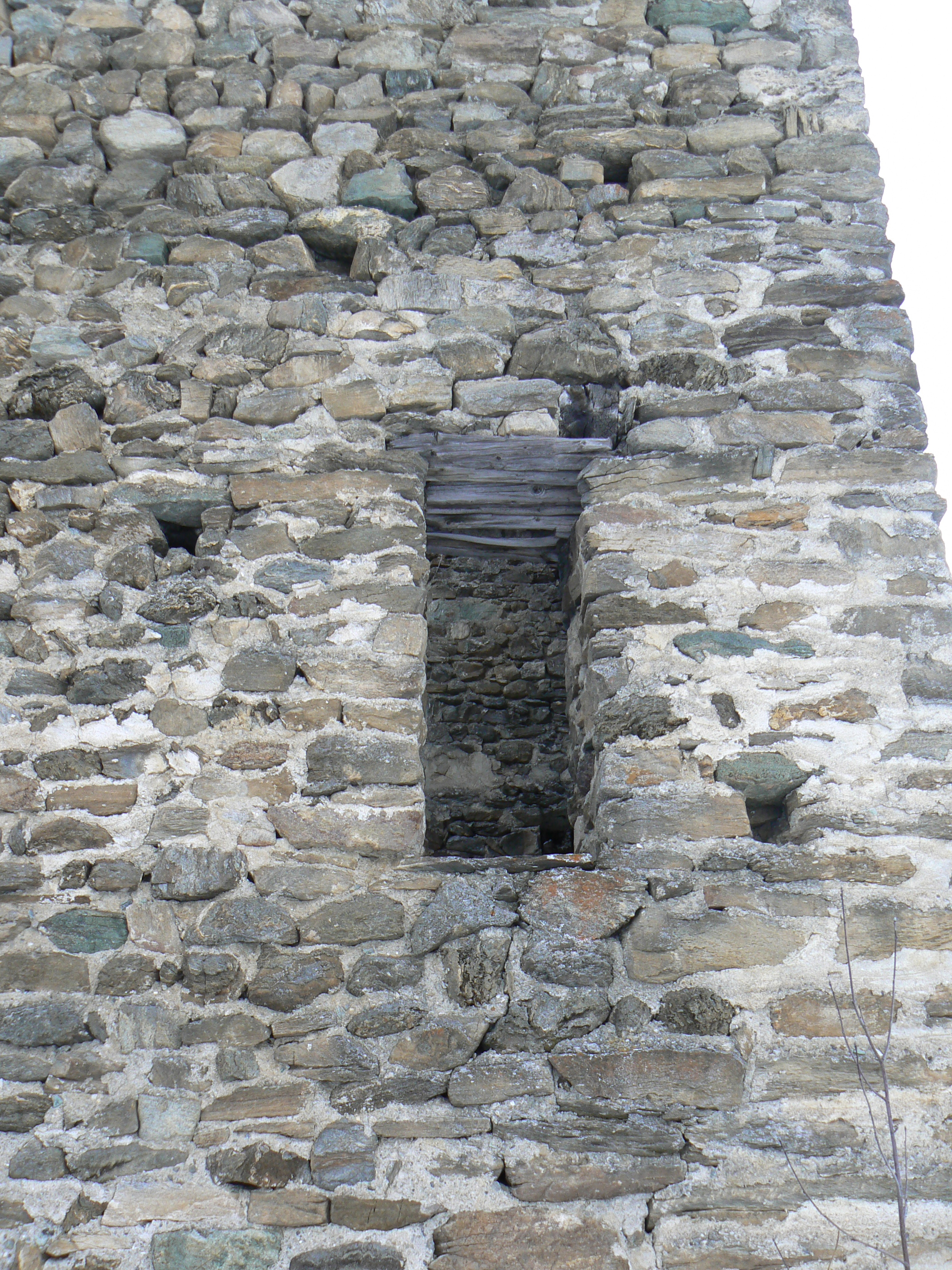
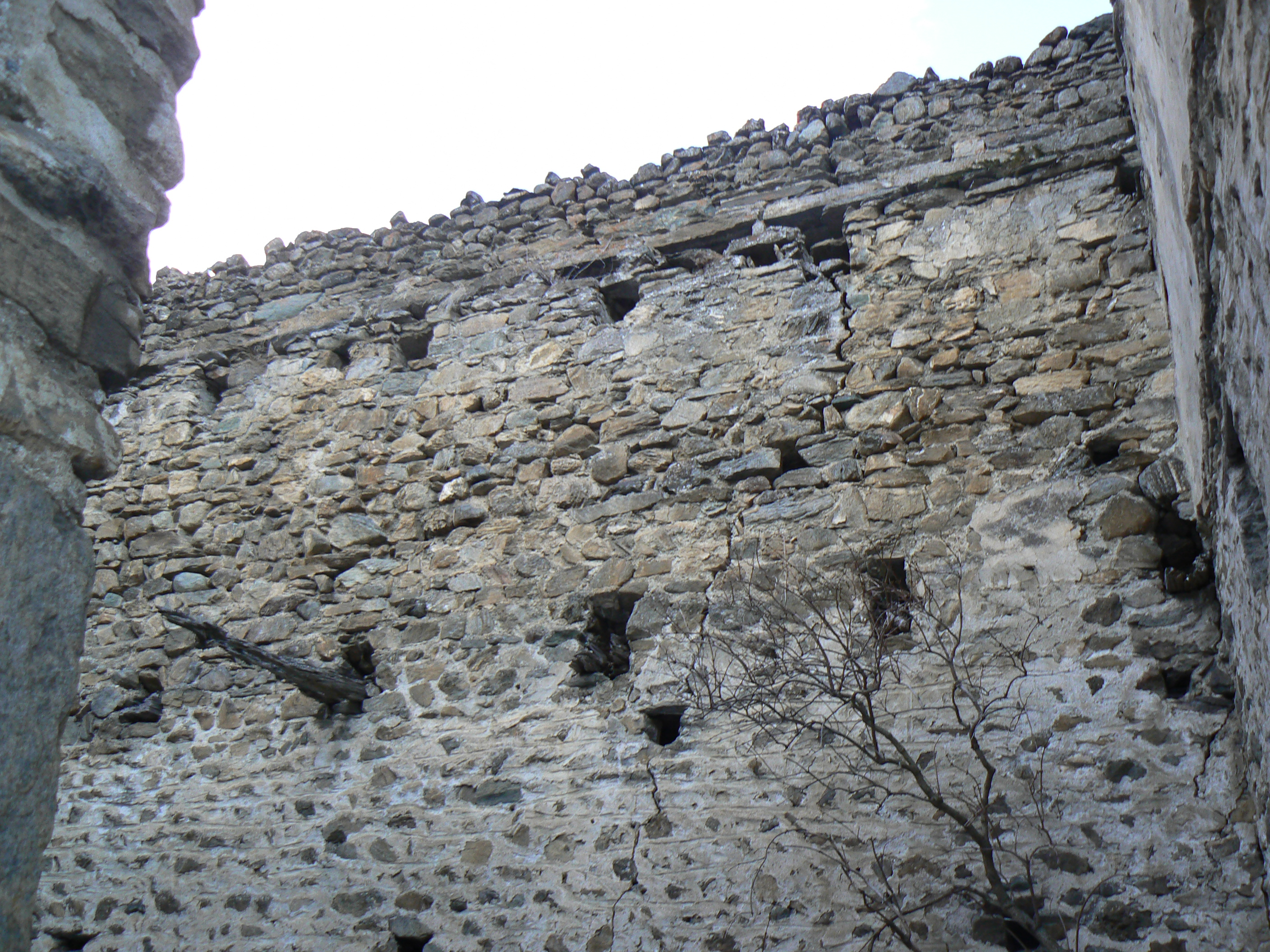
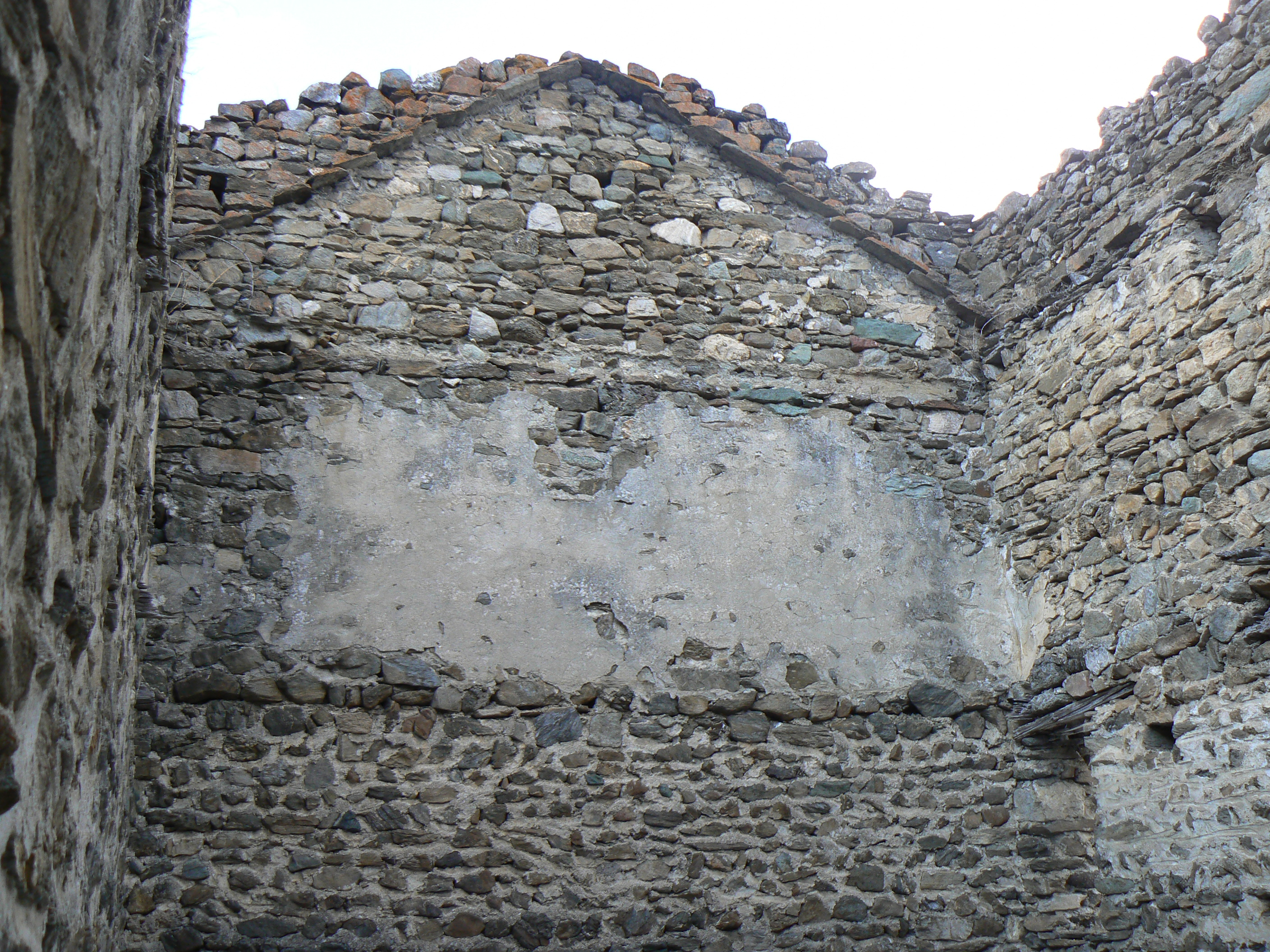